# 領豹蜥科
領豹蜥科（学名：Crotaphytidae）为有鳞目的一个科。

## 下级分类
本科包括以下属：
- 领豹蜥属 Crotaphytus Holbrook, 1842
- 豹纹蜥属 Gambelia Baird, 1859